# Bengt Ingemar Samuelsson

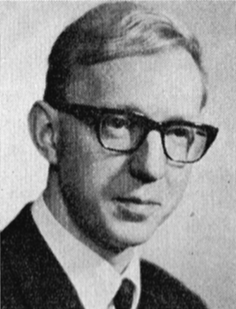
Bengt Ingemar Samuelsson (1964)

Bengt Ingemar Samuelsson (* 21. Mai 1934 in Halmstad; † 5. Juli 2024 in Mölle) war ein schwedischer Biochemiker, der 1982 zusammen mit Sune Karl Bergström und John Robert Vane den Nobelpreis für Physiologie oder Medizin für ihre bahnbrechenden Arbeiten über Prostaglandine und nahe verwandte biologisch aktive Substanzen erhielt.

## Leben
Er studierte Medizin an der Universität in Lund. In dieser Zeit arbeitete er auch im Labor des Prostaglandinforschers Sune Karl Bergström. Nach einigen Jahren wechselte er an das Karolinska Institutet in Stockholm, an dem er neben Medizin auch Biochemie studierte, ab 1958 mit Bergström forschte, 1960 seine Dissertation fertigstellte sowie eine Anstellung als Dozent bekam. Nach unter anderem einem einjährigen Gastforscheraufenthalt in Harvard wurde er später am Karolinska-Institut zum Professor und Vorsitzender der Abteilung für physiologische Chemie ernannt. Von 1978 bis 1983 war er dort auch Dekan an der Medizinfakultät und wurde anschließend bis 1995 Rektor am Karolinska-Institut.
Anfangs befasste er sich mit Cholesterin-Stoffwechsel. Nach seiner Arbeit über Prostaglandine mit Bergström untersuchte er den Stoffwechsel von Arachidonsäure und damit verbunden Thromboxan, Leukotrienen und Endoperoxiden mit Anwendungen bei Thrombose, Allergien, Entzündungen.
1981 erhielt er den Gairdner Foundation International Award und 1975 gemeinsam mit Bergström den Louisa-Gross-Horwitz-Preis. Ab 1982 war er Mitglied der American Academy of Arts and Sciences, ab 1984 der National Academy of Sciences. Im selben Jahr hielt er die George M. Kober Lecture. 1988 wurde er zum ordentlichen Mitglied der Academia Europaea gewählt.
Er war Vorsitzender der Nobelstiftung und Mitglied im Aufsichtsrat verschiedener Pharmafirmen wie Schering und Pharmacia AB.